# پاسانائوری
پاسانائوری (به لاتین: Pasanauri) یک منطقهٔ مسکونی در گرجستان است که در شهرداری دوشتی واقع شده‌است. پاسانائوری ۱٬۱۴۸ نفر جمعیت دارد و ۱٬۰۵۰ متر بالاتر از سطح دریا واقع شده‌است.